# Canton de Villiers-le-Bel
Le canton de Villiers-le-Bel est une division administrative française, située dans le département du Val-d'Oise et la région Île-de-France.
À la suite du redécoupage cantonal de 2014, les limites territoriales du canton sont remaniées. Le nombre de communes du canton passe de 2 à 7.

## Histoire
Le canton est créé en 1976 (décret du 22 janvier 1976) par scission du Canton de Garges-lès-Gonesse.
Par décret du 17 février 2014, le nombre de cantons du département est divisé par deux, avec mise en application aux élections départementales de mars 2015. Le canton de Villiers-le-Bel est conservé et s'agrandit. Il passe de 2 à 7 communes.

## Représentation

### Représentation avant 2015
| Période | Période | Identité           | Étiquette | Qualité |
| ------- | ------- | ------------------ | --------- | --- |
| 1976    | 1994    | Louis Perrein      | PS        | Directeur honoraire des Postes et Télécommunications Maire de Villiers-le-Bel (1953 → 1988) Sénateur du Val-d'Oise (1977 → 1995)                                                           |
| 1994    | 2008    | Raymonde Le Texier | PS        | Assistante sociale Maire de Villiers-le-Bel (1988 → 1997) Suppléante de Dominique Strauss-Kahn (1997) Députée du Val-d'Oise (8e circ.) (1997 → 2001) Sénatrice du Val-d'Oise (2004 → 2011) |
| 2008    | 2015    | Didier Vaillant    | PS        | Maire de Villiers-le-Bel (1997 → 2012) Président de la CA Val de France (2007 → 2015) Vice-président de la CA Roissy Pays de France (2016 → 2018)                                          |

### Représentation depuis 2015
| Période élective | Période élective | Mandat | Mandat   | Identité             | Nuance | Nuance | Qualité                                                                                      |
| ---------------- | ---------------- | ------ | -------- | -------------------- | ------ | ------ | -------------------------------------------------------------------------------------------- |
| 2015             | 2021             | 2015   | 2021     | Cédric Sabouret      |        | PS     | Conseiller municipal de Gonesse Ancien conseiller général du Canton de Gonesse (2011 → 2015) |
| 2015             | 2021             | 2015   | 2021     | Djida Techtach       |        | PS     | Première adjointe au Maire de Villiers-le-Bel                                                |
| 2021             | 2028             | 2021   | en cours | Cédric Sabouret      |        | PS     | Conseiller municipal de Gonesse                                                              |
| 2021             | 2028             | 2021   | en cours | Cécilia Toungsi-Simo |        | DVG    | Conseillère municipale d’opposition de Villiers-le-Bel                                       |

### Résultats détaillés

#### Élections de mars 2015
À l'issue du 1er tour des élections départementales de 2015, deux binômes sont en ballottage : Cédric Sabouret et Djida Techtach (PS, 32,39 %) et Annika Bruna et Jean-Michel Dubois (FN, 28,77 %). Le taux de participation est de 31,44 % (10 360 votants sur 32 950 inscrits) contre 40,49 % au niveau départemental et 50,17 % au niveau national.
Au second tour, Cédric Sabouret et Djida Techtach (PS) sont élus avec 60,84 % des suffrages exprimés et un taux de participation de 33,73 % (6 290 voix pour 11 118 votants et 32 960 inscrits).

#### Élections de juin 2021
Le premier tour des élections départementales de 2021 est marqué par un très faible taux de participation (33,26 % au niveau national). Dans le canton de Villiers-le-Bel, ce taux de participation est de 22,08 % (7 181 votants sur 32 524 inscrits) contre 26,57 % au niveau départemental. À l'issue de ce premier tour, deux binômes sont en ballottage : Cédric Sabouret et Cécilia Toungsi-Simo (Union à gauche, 31,57 %) et Christian Cauro et Djida Techtach (DVG, 20,9 %),.
Le second tour des élections est marqué une nouvelle fois par une abstention massive équivalente au premier tour. Les taux de participation sont de 34,36 % au niveau national, 28,57 % dans le département et 26,17 % dans le canton de Villiers-le-Bel. Cédric Sabouret et Cécilia Toungsi-Simo (Union à gauche) sont élus avec 55,1 % des suffrages exprimés (4 226 voix pour 8 514 votants et 32 533 inscrits),,,.

## Composition

### Composition avant 2015
Le canton comptait deux communes.
| Nom                         | Code Insee | Codepostal | Superficie (km2) | Population (dernière pop. légale) | Densité (hab./km2) |
| --------------------------- | ---------- | ---------- | ---------------- | --------------------------------- | ------------------ |
| Villiers-le-Bel (chef-lieu) | 95680      | 95400      | 7,30             | 27 496 (2012)                     | 3 767              |
| Arnouville                  | 95019      | 95400      | 2,84             | 13 979 (2012)                     | 4 922              |

### Composition depuis 2015
Le canton comprend désormais sept communes entières.
| Nom                                     | Code Insee | Intercommunalité         | Superficie (km2) | Population (dernière pop. légale) | Densité (hab./km2) | Modifier                                    |
| --------------------------------------- | ---------- | ------------------------ | ---------------- | --------------------------------- | ------------------ | ------------------------------------------- |
| Villiers-le-Bel (bureau centralisateur) | 95680      | CA Roissy Pays de France | 7,30             | 29 238 (2022)                     | 4 005              | modifier les données · modifier les données |
| Bonneuil-en-France                      | 95088      | CA Roissy Pays de France | 4,71             | 1 179 (2022)                      | 250                | modifier les données · modifier les données |
| Bouqueval                               | 95094      | CA Roissy Pays de France | 2,81             | 306 (2022)                        | 109                | modifier les données · modifier les données |
| Gonesse                                 | 95277      | CA Roissy Pays de France | 20,09            | 26 959 (2022)                     | 1 342              | modifier les données · modifier les données |
| Roissy-en-France                        | 95527      | CA Roissy Pays de France | 14,09            | 2 682 (2022)                      | 190                | modifier les données · modifier les données |
| Le Thillay                              | 95612      | CA Roissy Pays de France | 3,94             | 4 575 (2022)                      | 1 161              | modifier les données · modifier les données |
| Vaudherland                             | 95633      | CA Roissy Pays de France | 0,09             | 102 (2022)                        | 1 133              | modifier les données · modifier les données |
| Canton de Villiers-le-Bel               | 9521       |                          | 53,03            | 65 041 (2022)                     | 1 226              | modifier les données                        |

## Démographie

### Démographie avant 2015
| 1982   | 1990   | 1999   | 2006   | 2011   | 2012   |
| ------ | ------ | ------ | ------ | ------ | ------ |
| 35 338 | 38 333 | 38 436 | 39 963 | 41 165 | 41 475 |

### Démographie depuis 2015
En 2022, le canton comptait 65 041 habitants, en évolution de +4,34 % par rapport à 2016 (Val-d'Oise : +4 %, France hors Mayotte : +2,11 %).
| 2013   | 2018   | 2022   |
| ------ | ------ | ------ |
| 61 614 | 62 956 | 65 041 |